# Gilles Lebreton
Gilles Lebreton (nascido em 11 de outubro de 1958) é um membro da Frente Nacional do Parlamento Europeu em representação da França Ocidental.